# Regulator (Dampfmaschine)
Als Regulator (auch Regler) bezeichnet man bei einer Dampfmaschine die Regeleinrichtung, die zur Steuerung der Dampfmenge dient. Der Regulator darf nicht mit der Steuerung der Schieber für die Zylinder verwechselt werden, die für die Füllung der Zylinder zuständig sind. Die abgegebene Leistung einer Dampfmaschine hängt dabei von der Einstellung beider Regeleinrichtungen ab. Mit dem Regulator wird die Dampfmenge eingestellt, die der Kessel der Steuerung zur Verfügung stellen soll. Mit der Steuerung wird der Füllgrad der Zylinder eingestellt.

## Aufbau
Die Regulatoren sind bei größeren Maschinen in der Regel als Flachschieberregulator aufgebaut. Bei kleinen Maschinen finden sich auch Ventilregulatoren.
Die Regulatoren müssen so aufgebaut sein, dass sie auch bei kleiner Dampfmenge gut dosiert werden können, bei großen Dampfmengen aber keinen zu großen Widerstand leisten. Dies wird durch eine zweistufige Öffnungsweise erreicht. Diese gibt zunächst nur einen kleinen Querschnitt frei, der erst in der zweiten Phase erweitert wird. Diese Zweiteilung ist auch üblich, um die Stellkraft nicht übermäßig groß werden zu lassen, da auf dem Regulator der volle Druckunterschied zwischen Kessel und Außenluft lasten kann. Die Bedienung des Regulators bei Dampflokomotiven kann auf zwei Arten erfolgen, die je nach der Einführung der Bedienstange als Stirnregulator oder als Seitenregulator bezeichnet wird. Bei beiden Stellarten wird der Regulator durch Drehen der Stange bedient, die in den Kessel eintritt. Die Einführungen in den Kessel sind in der Regel als Stopfbuchse ausgeführt. Beim Stirnregulator befindet sich im Kesselinneren eine Stange in Längsrichtung des Kessels, die den Regulator bedient. Beim Seitenregulator ist die Bedienwelle quer zur Kesselachse angeordnet, und die Welle tritt seitlich aus dem Kessel. Dadurch befindet sich der Fixpunkt für die Umlenkung der Bedienstange außerhalb des Kessels. Folglich unterscheiden sich die beiden Ausführungen auch in der Bedienung im Führerstand. Zwar sind die Bedienelemente bei beiden Varianten in der Regel gleich, jedoch arbeiten sie beim Seitenregulator in Wagenlängsrichtung und beim Stinregulator in Wagenquerrichtung. Im Allgemeinen sind sie als Rasthebel ausgeführt.

### Flachschieberregulator
Der Flachschieberregulator besitzt zur besseren Regulierung einen äußeren und einen inneren Schieber. Der äußere Schieber öffnet einen schmalen Schlitz mit rechteckigem Querschnitt, um wenig Dampf durchzulassen, während der innere Schieber mit einem dreieckigen oder trapezförmigen Querschnitt ausgebildet ist und somit eine schnelle Freigabe eines größeren Querschnittes ermöglicht. Dadurch wird bei kleinen Dampfmengen der Druckunterschied auf zwei Schieber verteilt. Zuerst wird nur der äußere Schieber bewegt, während der innere Schieber einen fix eingestellten kleinen Durchlass hat.

### Ventilregulator
Der Ventilregulator ist in der Regel als  Doppelsitzventil aufgebaut. Das heißt: auf einem großen Ventildeckel sitzt ein kleiner Ventildeckel, der zuerst abgehoben wird. Wenn dieses kleine Ventil ganz offen ist, öffnet sich das äußere große Ventil und gibt schnell einen großen Querschnitt frei. Würde man mit nur einem Ventil arbeiten, müsste dieses die gleiche Größe wie der große Ventildeckel beim zweistufigen Ventil haben. Auf diesem großen Ventildeckel lastet der volle Druck, womit ein sehr hoher Kraftaufwand zum Öffnen notwendig wäre, der jedoch einer feinen Regulierbarkeit im Weg steht.

## Einbau bei Dampflokomotiven
Oft ist der Regulator im Dampfdom eingebaut. Es ist auch ein Einbau in ein eigenes Gehäuse möglich, diese Bauform findet sich vor allem bei Lokomotiven mit einem Dampfregulator der Bauart Crampton. Dieses Gehäuse muss  den vollen Kesseldruck aufnehmen können.
Bei Nassdampfmaschinen ist der Regulator das erste bewegliche Bauteil im Dampffluss zum Zylinder. Bei neueren Heißdampfmaschinen (Heißdampfmaschinen der zweiten Generation, z. B. Einheitslokomotiven der DR) befindet sich an dieser Stelle nur ein Hilfsabsperrventil, der Regulator ist erst nach dem Überhitzer eingebaut (in diesem Fall spricht man von einem Heißdampfregler). Bei älteren Heißdampflokomotiven (z. B. SBB C 5/6) wurde der Regulator vor dem Überhitzer eingebaut, dies hatte aber den Nachteil, dass dieser bei Nichtgebrauch von Dampf höheren Temperaturen ausgesetzt ist, da der darin stillstehende Dampf nicht mit dem Kessel in Verbindung steht. Auch für die Hilfsbetriebe steht nur Nassdampf zur Verfügung, da deren Dampfabzweigung sich zwingend vor dem Regulator befinden muss, da sie ja auch bei stillsteheder Lokomotive Dampf benötigen. Bei den neueren Dampflokomotiven mit Regulator nach dem Überhitzer steht auch für die Hilfsbetriebe Heißdampf zur Verfügung.

## Alternative Bezeichnungen
Die modernere Bezeichnung Regler anstelle von Regulator setzte sich auch im allgemeinen Sprachgebrauch erst nach der Blütezeit der Dampflokomotiven durch. Der Begriff Regler in Zusammenhang mit der Dampflokomotive hat sich nicht wirklich durchsetzen können und bezieht sich in der Regel nur auf die Bedienelemente im Führerhaus und nicht auf das gesamte Dampfreguliersystem. 
Oft wird für den Regulator und seine Bedieneinrichtung  bei Dampflokomotiven der Begriff Heißdampfregler bzw. Nassdampfregler verwendet, um auf einige konstruktive Unterschiede des Regulators in Aufbau und Anordnung hinzuweisen. Bei stationär betriebenen Maschinen reicht in der Regel die Unterscheidung in Hochdruckdampfmaschine und Niederdruckdampfmaschine, um die baulichen Unterschiede bei der Regelung kenntlich zu machen.
Lokomotiven ohne Überhitzer besitzen einen Naßdampfregler. Der Heißdampfregler wird nur in Lokomotiven verwendet, die auch einen Überhitzer besitzen, der Regulator ist dann nach dem Überhitzer angeordnet. Ein Heißdampfregler ist viel höheren Temperaturen ausgesetzt als ein Nassdampfregler. Sein Vorteil ist, dass zum Anfahren sofort überhitzter Dampf zur Verfügung steht. Wenn der Regulator vor dem Überhitzer eingebaut ist, handelt es sich trotz Überhitzer um eine Dampflokomotive mit einem Nassdampfregler. Dann ist der Überhitzer bei geschlossenem Regler nahezu drucklos, beim Öffnen des Nassdampfreglers muss der Dampf erst im Überhitzer getrocknet werden, der Antrieb reagiert damit träger. Wegen der nur schwer beherrschbaren technischen Probleme und des absehbaren Endes des Dampflokbetriebes setzten sich Heißdampfregler trotz ihrer Vorteile bei deutschen Dampflokomotiven nicht mehr durch.